# Großalarm (1938)
Großalarm ist ein deutscher Kriminalfilm aus dem Jahr 1938, der unter der Regie von Georg Jacoby entstand. Der Spielfilm basiert auf Motiven des in der Berliner Nachtausgabe erschienenen Romans Fünf Tage und eine Nacht von Heinz Oskar Wuttig.

## Handlung
Zeitungsfahrer Paul Köppen stellt regelmäßig abends die Spätausgabe dem Kiosk von Frau Timmler zu. Auf Grund eines akuten Zahnarztbesuches wird diese dort aber diesmal von ihrer Tochter Lotte Timmler vertreten. Paul Köppen, der Lotte bisher noch nicht kennengelernt hat, ist über deren Anblick sehr erfreut. Auch Tochter Lotte hegt im Gespräch plötzlich viele Sympathien für Paul. Nachdem Paul den Kiosk gegen das aufziehende Gewitter und die heftigen Regenschauer gesichert hat, macht Lotte ihm im Kiosk einen Kaffee. Dort wartet Paul den Regen ab und beide kommen sich näher. Sie verabreden sich zu einem Radrennen, für das Paul mit seinen Kollegen trainiert und wollen später am Abend gemeinsam den Berliner Weihnachtsmarkt besuchen.
Auf der Rückfahrt mit dem Fahrrad zum Verlagshaus der Spätausgabe hilft Paul einem Mann, dessen luxuriöse Mercedeslimousine mitten im abendlichen Verkehr liegen geblieben ist. Der Mercedes ist schnell repariert, da sich lediglich ein Spulenkabel gelöst hat. In der Hektik verliert der Fahrer ein Notizbuch, das von einem Passanten gefunden und an Paul als dessen vermeintlichen Eigentümer übergeben wird. Zu diesem Zeitpunkt war der Unbekannte, der in Wirklichkeit das Fahrzeug gestohlen hatte, bereits weiter gefahren.
In den Büros der „Norddeutschen Gummiverwertungs-GmbH“, die in Wahrheit die Tarnfirma einer Autoschieberbande ist, wird das Notizbuch von Geschäftsführer Wischner und seiner Sekretärin Rita schon vermisst. Rita hatte das Buch Chauffeur Bruno überlassen, damit dieser alle Standadressen und Automarken der in der nächsten Zeit noch zu stehlenden Fahrzeuge abschreiben konnte. Rita trifft sich mit Bruno abends in einer Bar, um das Notizbuch wieder abzuholen. Erst jetzt stellt Bruno den Verlust fest.
In der Zwischenzeit hat die Kriminalpolizei (Dezernat für Autodiebstähle) schon Kenntnis von der gestohlenen Mercedeslimousine erhalten, die Teil einer Serie von Autodiebstählen zu sein scheint. Kriminalreporter Henning von der Spätausgabe, der persönlich vorstellig wird, erhält zunächst aber keine weiteren Informationen zu dem Fall. Derweil macht sich Paul für die Verabredung zum Weihnachtsmarkt mit Lotte fertig. Zu diesem Anlass leiht er sich von Henning, der im selben Haus wohnt, eine Krawatte. Für das Rendezvous versetzt er jedoch seine Kollegen zum verabredeten Radtraining. Nachdem Paul die Wohnung, die er mit seiner Mutter teilt, verlassen hat, findet diese das besagte Notizbuch und legt es in dessen Kommode.
Am nächsten Tag wird Paul auf das Polizeipräsidium vorgeladen. Die Beamten glauben der Darstellung der Abläufe durch Paul nicht und sind überzeugt ein Mitglied der Autoschieberbande vor sich zu haben. Mangels Beweise lassen sie Paul aber wieder gehen. Wischner und Rita verfolgen derweil den Plan Paul Köppen als Chauffeur einzustellen, um besser an das verschwundene Notizbuch zu kommen. Rita lässt ihm über Lotte Timmler eine entsprechende Nachricht wegen der Einstellung zukommen. Paul fühlt sich durch das Angebot geschmeichelt, da er gerne Autos fährt. Die Formalitäten sind schnell erledigt und Paul erhält den Auftrag Wischner am Abend mit einem neuen gestohlenen Fahrzeug bereits nach Holland zu fahren. Von diesen Umständen erfährt aber Paul zunächst nichts.
In Holland angekommen wird Paul klar, dass er in die Fänge einer Autoschieberbande geraten ist. Paul will Wischner zur Rede stellen. In der „Trocadero-Bar“ eröffnet ihm Wischner, dass er seinen Pass einbehält und diesen erst wieder nach der Rückkehr in Deutschland zurück erhält. Zudem sei das gestohlene Auto auf den Namen von Paul Köppen zugelassen und auf diese Weise nach Holland überführt worden sei. Er erkennt, dass Wischner ihn in der Hand hat und willigt ein die Dinge ruhen zu lassen. Sekretärin Rita hat sich ebenfalls in Paul verliebt und schlägt ihm vor, vorerst weiter in der Tarnfirma zu arbeiten und mit dem gemachten Geld gemeinsam Deutschland in Richtung ferner Länder zu verlassen. Paul willigt vermeintlich ein.
Während seiner Arbeit in der Tarnfirma lässt Paul seinen Kollegen von der Spätausgabe eine Nachricht über einen neuen bevorstehenden Transport von gestohlenen Fahrzeugen zukommen. Rita beobachtet ihn und warnt Wischner. Dieser beauftragt Paul ihn noch am Abend gemeinsam mit dem holländischen Autoschieber Blotje nach Belgien zu fahren. Während der Fahrt soll Paul jedoch von dem Chauffeur Bruno ermordet werden. Paul kann dies aber verhindern und verursacht an der Grenze einen absichtlichen Unfall. Die inzwischen unterrichtete Kriminalpolizei löst unterdessen reichsweiten Großalarm aus und die Mitglieder der Autoschieberbande können festgenommen werden. Auch Rita wurde in Berlin von der Polizei verhaftet.
Am Ende werden Paul und Lotte mit dem Segen von Mutter Timmler ein Paar.

## Produktionsnotizen
Die Dreharbeiten zu Großalarm wurden vom 26. November 1937 bis Mitte Januar 1938 durchgeführt. Die Innenaufnahmen entstanden in den UFA-Ateliers in Neubabelsberg, dem heutigen Studio Babelsberg in Potsdam und die Außenaufnahmen im Berlin. Die Uraufführung von Großalarm fand am 16. April 1938 in Dresden statt und die Berliner Uraufführung war am 21. April 1938 im Tauentzienpalast. Die nationalsozialistische Filmprüfstelle erteilte am 12. April 1938 für den Film die Freigabe „Jugendfrei ab 14 Jahren“.
Die Bauten stammen von den Filmarchitekten und Szenenbildnern Erich Kettelhut und Herbert Frohberg. Die Kamera führte Konstantin Irmen-Tschet, der auch beim ersten deutschen Farbfilm in Spielfilmlänge Frauen sind doch bessere Diplomaten aus dem Jahr 1939/41 als Kameramann tätig war. Die Musik für den Film komponierte Werner Eisbrenner und die Herstellungsleitung bei dieser Produktion hatten Robert Wuellner und Hans-Herbert Ulrich.
Der junge Schauspieler Erik Ode spielt hier den Zeitungsfahrer Alex. In den 1950er Jahren drehte er als Regisseur einige populäre Spielfilme und wurde später einem breiten Publikum unter anderem in 97 Folgen in der Rolle des Kommissar Keller in der Fernsehserie Der Kommissar bekannt.

## Rezeption
„Gut durchschnittliche Kriminalunterhaltung für das deutsche Vorkriegskino.“

„[…] Paul klärt zusammen mit seinen Kollegen und der Polizei den wahren Zweck einer „Gummiverwertungsgesellschaft“ auf, die mit gestohlenen Autos handelt.“